# Trái phiếu chính phủ
Trái phiếu chính phủ, công trái hay công khố phiếu là trái phiếu được phát hành bởi chính phủ một quốc gia. Trái phiếu chính phủ có thể được phát hành bằng đồng tiền nước đó hoặc bằng ngoại tệ, tiếng Anh gọi là sovereign bond).

## Rủi ro
Trái phiếu chính phủ thường được coi là không có rủi ro bởi chính phủ có thể tăng thuế hoặc in thêm tiền mặt để chi trả trái phiếu đáo hạn. Một số ví dụ rất hiếm thấy khi chính phủ không thể thanh toán được nợ đó là cuộc khủng hoảng đồng rúp năm 1998 của chính phủ Nga.
Ở Hoa Kỳ, trái phiếu chính phủ mệnh giá bằng đôla là hình thức đầu tư tiền an toàn nhất. An toàn hay không có rủi ro là theo nghĩa rủi ro có thể không được thanh toán. Các rủi ro khác vẫn tồn tại như tỷ giá – là khi đồng nội tệ mất giá so với các ngoại tệ; rủi ro thứ hai là lạm phát – tiền gốc nhận lại khi đáo hạn giảm giá trị vì lạm phát vượt quá dự kiến. Nhiều chính phủ phát hành công trái điều chỉnh theo lạm phát để bảo vệ các nhà đầu tư trước rủi ro lạm phát.
Có rất nhiều tổ chức cung cấp chỉ số rủi ro tài chính và xếp hạng năng lực tài chính, trong đó chỉ số của Moody’s, Standard & Poor’s và Fitch Ratings được tín nhiệm hơn cả.
Một ví dụ về công trái có rủi ro ở mức độ nhất định là công trái của các chính phủ chưa đủ năng lực hiệu quả cao để thực hiện chính sách tài chính. Bulgaria có nền kinh tế phụ thuộc vào kinh tế thế giới và các tổ chức kinh tế thế giới nhiều hơn là Hoa Kỳ vì thế, công trái dài hạn của nước này bị xếp hạng BBB+ bởi tổ chức Standard & Poor’s năm 2006. Chỉ sau năm 2004, một số trái phiếu và đặc biệt là trái phiếu ngắn hạn chính phủ của nước này mới được xếp hạng rủi ro A.